# مقاطعة نيوبورت (رود آيلاند)
مقاطعة نيوبورت هي مقاطعة في جزيرة رود، تتبع رود آيلاند، بلغ عدد سكانها 82٬888  نسمة، في 2010، عاصمتها نيوبورت، تبلغ مساحتها 813 كيلومتر مربع.

## الموقع
تشترك في الحدود مع:
- مقاطعة بريستول (رود آيلاند).

## التقسيمات الإدارية
- جيمستاون
- ليتل كومبتون
- ميدلتاون
- نيوبورت
- بورتسموث
- تيفرتون.